# Aglaenita bifurcata
Aglaenita bifurcata är en insektsart som beskrevs av Marques-costa och Rodney Ramiro Cavichioli 2006. Aglaenita bifurcata ingår i släktet Aglaenita och familjen dvärgstritar. Inga underarter finns listade i Catalogue of Life.